# Jip van den Bos
Jip van den Bos, née le 12 avril 1996 à Oostknollendam, est une coureuse cycliste néerlandaise. 

## Biographie
En 2014, elle est quatrième et première du peloton au championnat d'Europe sur route juniors. Deux ans plus tard, elle gagne le classement de la meilleure jeune au Tour de l'île de Chongming, une course parfaitement plate, et à l'Emakumeen Bira, une course très difficile.
Au circuit Het Nieuwsblad, elle est deuxième du sprint derrière Marta Bastianelli et donc troisième de la course. En mars, elle remporte sa première course professionnelle, Le Samyn des Dames, après s'est extraite de son groupe d'échappées à 5 km de l'arrivée.
Elle se classe neuvième du Circuit Het Nieuwsblad.  Au Samyn des Dames, Chantal van den Broek-Blaak attaque à cinquante-sept kilomètres de l'arrivée après la côte de la Roquette. Derrière elle, un groupe de chasse de cinq coureuses avec Christine Majerus et Jip van den Bos se forme. Cette dernière se classe quatrième.
Fin août, lors du championnat des Pays-Bas sur route, Anna van der Breggen attaque tôt dans l'épreuve avec Jip van den Bos et Anouska Koster. Leur avance monte à deux minutes cinquante. Jip van den Bos est sixième.
Elle rejoint la nouvelle équipe Team Jumbo-Visma en 2021. Elle arrête sa carrière à l'issue de la saison 2022. Elle commence alors une carrière de commentatrice auprès des équipe d'Eurosport, après avoir notamment commenté le Tour de France Femmes 2022.

## Palmarès sur route

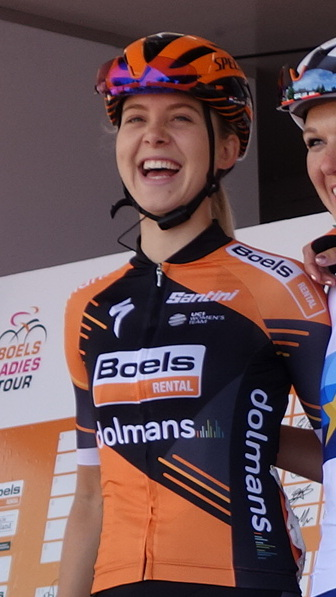
Au Boels Ladies Tour 2019

- 2016
  - 6e du Tour de l'île de Chongming
- 2019
  - Le Samyn des Dames
  - 3e du Circuit Het Nieuwsblad
  - 10e du Tour de Drenthe
- 2022
  - 9e du Tour de Drenthe

### Classements mondiaux
| Année                                 | 2015 | 2016 | 2017 | 2018 | 2019 | 2020 | 2021 | 2022 |
| ------------------------------------- | ---- | ---- | ---- | ---- | ---- | ---- | ---- | ---- |
| Classement UCI                        | 216e | 91e  | 126e | 256e | 113e | 175e | 290e | 228e |
| UCI World Tour                        |      | 48e  | 106e | 178e | 82e  | nc   | nc   | 113e |
|                                       |      |      |      |      |      |      |      |      |
| Légende : nc = non classéSource : UCI |      |      |      |      |      |      |      |      |